# TV Canção Nova Curitiba
TV Canção Nova do Paraná é uma emissora de televisão brasileira concessionada em Pinhais, porém sediada em Curitiba, respectivamente cidade e capital do estado do Paraná. Opera no canal 26 UHF digital (51.1 virtual), e é uma emissora própria da TV Canção Nova. Foi arrendado da Fundação Educar-Sul Brasil, é uma emissora católica.